# Széchényi Dénes (sportlovas)
Sárvári és felsővidéki gróf Széchényi Dénes (Szül: Mária Dénes Mihály Ferenc Henrik Lajos) (Horpács, 1828. november 28. – Gutenstein, 1892. szeptember 28.) jogi doktor, a főrendiház tagja, sportlovas, nagybirtokos.

## Élete
Gróf Széchényi Lajos (1781–1855), valóságos belső titkos tanácsos és gróf Wurmbrand Franciska (1797–1873) fia, és gróf Széchényi Imre öccse. Jogot végzett. Ifjú éveiben katona volt és a hadsereget mint tartalékos huszár főhadnagy hagyta el. Később képviselővé választották a kismartoni kerületben, részt vett az 1861. évi országgyűlésen és ez év május 27-én feltűnést keltő beszédet mondott a felirat mellett. Attól fogva állandóan tevékeny részt vett a közügyekben, bár hivatalt nem vállalt. Kitünő gazda hírében állt és a sportot nagy kedvvel művelte. Részt vett a főrendiház reformjáról szóló diskurzusban. Követségi tanácsos volt Münchenben, császári és királyi kamarás és több bel- és külföldi rendjel tulajdonosa.
Cikke jelent meg a Nemzetgazdasági Szemlében (1880. Falusi népünk elszegényedése).

## Házassága és leszármazottjai
1857. április 22-én Bécsben, feleségül vette gróf Hoyos Mária (*Brno, 1838. február 3.–Sárpentele, 1926. július 27.) kisasszonyt, akinek a szülei gróf Hoyos Henrik (1781–1855), cs. és kir. kamarás, nagybirtokos valamint zicsi és vásonkeői gróf Zichy Felícia (1809–1880) voltak. Az apai nagyszülei gróf Hoyos Johann Ernst (1779–1849), és von Schlabrendorff Maria Theresia (1781–1862) grófnő voltak. Az anyai nagyszülei zicsi és vásonkeői gróf Zichy Károly (1778–1834), főkamarásmester, Moson vármegye főispánja, Pozsega vármegye főispánja, a magyar udvari kamara elnöke, nagybirtokos, és tolnai gróf Festetics Júlia (1790–1816) voltak. Széchenyi Dénes gróf és Hoyos Mária grófnő frigyéből született:
- gróf Széchenyi Imre (Szül: Mária Imre József Lajos Henrik Ferenc) (Horpács, 1858. március 31. – Somogyvár, 1905. november 25.), a magyar agrár mozgalmak egyik legtevékenyebb tagja, sportvezető, 1904–1905 között a Magyar Olimpiai Bizottság elnöke.[5] Neje: csíkszentkirályi és krasznahorkai gróf Andrássy Mária (1865. május 1.–1953. május 22.)
- gróf Széchenyi Géza (Szül: Géza Mária József Ferenc Lajos Henrik Cyrill) (Horpács, 1860. március 14. – Budapest, 1930. augusztus 29.). Felsége: gróf Hoyos Terézia (*Graz, 1882. június 6.–Budapest, 1953. január 23.)
- gróf Széchenyi Lajos (Szül: Lajos Rezső Alfonz István Felicián Mária) (Budapest, 1865. október 20. – Somogyvár, 1889. július 20.), diplomata, főrend, sportlovas. Nőtlen.
- gróf Széchenyi Viktor (Szül: Viktor Ferenc Mária József) (Pozsony, 1871. október 10. – Budapest, 1945. április 19.), Fejér vármegye és Székesfehérvár szabad királyi város főispánja. Neje: gróf von Ledebur-Wicheln Karolina (Petersburg, Bohémia, 1875. október 10. – Balatongyörök, 1956. január 4.). Széchenyi Viktor gróf és gróf von Ledebur-Wicheln Karolina egyik gyermeke: gróf Széchenyi Zsigmond vadász, író.

## Szakírói tevékenysége
Széchényi Dénes megújította a lovaglás oktatását. Egyrészt a lovaglás megtanulásának kezdeti szakaszában a lovasnak fel kellett dobni egy labdát és elkapnia háromféle mozgásformában (lépés, ügetés, vágta). Másrészt már az oktatás kezdeti szakaszában ugratni tanította a lovasokat. Harmadrészt az oktatás kezdetétől gyakoroltatta a lovasokkal a mozgó lóra való fel- és leugrást, illetve a fel- és leszállást a ló mindkét oldaláról.
Módszerével elérte, hogy a lovasok magabiztosan ültek a lovon és a kantárszárat később sem használták kapaszkodásra. Nagy súlyt fektetett arra, hogy a ló a lovaglás tanítása alatt ne legyen megijesztve (oly csekélyek legyenek a haladásnak lépcsőzetei, hogy a ló ezeket észre se vegye.)
Ő találta ki a fogathajtók között használatos Széchényi-szárt. Ez egy olyan hajtószár volt – amit sokan francia szárnak neveznek, holott semmi köze nem volt a franciákhoz –, amivel a keresztágakat lehetett beállítani és a hajtó a lovakat ennek az új szárnak a beillesztésével egymástól függetlenül tudta irányítani.
Módszerei nem terjedtek el ugyan azonnal más országokban, de könyvei hatással voltak Frederico Caprilli tevékenységére.

## Munkái
- Országgyűlési beszéde 1861. máj. 27. Pest, 1861 (Tisza László és Madách Imre beszédeivel együtt)
- Adalékok a lovaglás tanításához. Pest Heckenast kiadó, 1871 (hasonmásban: 2011)
- Renn-Kalender für Oesterreich-Ungarn. Wien, 1885-90
- Gedanken über das Pferd und seine Behandlungsweise von Oswald Graf Wolkenstein. Wien, 1886 (szerző kéziratából bővített kiadás)
- Beitrag zum Reitunterrichte. Wien, 1871. (2. kiadás 1887., 3. k. 1895. Uo.). [Az "Adalékok" német kiadása]
- Egy őszinte szó a Kossuth-cultusról. Bpest, 1891
- Officielles Gestütsbuch für Oesterreich-Ungarn. Wien, 1891 (General-Secretariat des Jockey-Club für Oesterreich IV.).
- Eszmék a lovaglás és kocsizás köréből; Pallas Ny., Bp., 1892 (németül. Bécs, 1891., francziául ford. A. Lehr, Saumur, 1893)